# محمد روان
محمد روان هو مسيقار جزائري مشهور في الجزائر بغنائه الرائع. يعرف بأنه يعزف على الآلات الموسيقية الوترية، مثل :قيثارة العود والموندول.
من أقواله: "الموندول هي صديقتي وروحي".
عزف مع فرقة الفلامينكو-جيبسي ميديتيرانيو، ثم آثر أن يواصل مشواره الفني وحده.
آخر ألبوماته ألبوم موسيقي 1 2 3 الشمس 1, 2, 3... Soleil instrumental. ( souvenir ; Null part ; heureux dans la tristesse et Rève (